# Женская сборная Нигерии по баскетболу
Женская сборная Нигерии по баскетболу национальная баскетбольная команда, представляющая Нигерию на международных баскетбольных соревнованиях. Управляется Федерацией баскетбола Нигерии.

## Результаты

### Олимпийские игры
- 2004: 11-е место

### Чемпионат мира
- 2006: 16-е место
- 2018: 8-е место

### Чемпионат Африки
Представлены те чемпионаты, на которые сборная прошла квалификацию
- 1974: 5-е место
- 1979: 6-е место
- 1981: 7-е место
- 1997:  3-е место
- 2003:  1-е место
- 2005:  1-е место
- 2007: 5-е место
- 2009: 5-е место
- 2011: 4-е место
- 2013: 6-е место
- 2015:  3-е место
- 2017:  1-е место

### Другие турниры
Сборная Нигерия участвует во Всеафриканских играх, где неоднократно становилась призёром:
- 1978:  3-е место
- 1999:  3-е место
- 2003:  1-е место
- 2007:  2-е место
- 2011:  3-е место

На Играх Содружества в 2006 году в Мельбурне, сборная Нигерия заняла 4-е место проиграв «бронзовый финал» сборной Англии – 75:78.